# Буфетов, Василий Иванович
Василий Иванович Буфетов (15 сентября 1920, Лужны, Тульская губерния — 13 января 1965, Москва) — подполковник Советской Армии, участник Великой Отечественной войны, Герой Советского Союза (1946).

## Биография
Василий Буфетов родился 15 сентября 1920 года в селе Лужны (ныне — Чернский район Тульской области). С 1928 года проживал в Туле. В 1940 году окончил среднюю школу. В октябре того же года был призван на службу в Рабоче-крестьянскую Красную Армию. В ноябре 1941 года окончил ускоренный курс Одесского артиллерийского училища. С января 1942 года — на фронтах Великой Отечественной войны, прошёл путь от командира огневого взвода до командира батареи. Принимал участие в обороне Ленинграда, прорыве блокады, освобождении Новгорода и Прибалтики, Восточно-Прусской операции, взятии Берлина. К апрелю 1945 года лейтенант Василий Буфетов командовал батареей 121-й отдельной гаубичной артиллерийской бригады большой мощности 2-й артиллерийской дивизии 6-го артиллерийского корпуса прорыва 5-й ударной армии 1-го Белорусского фронта. Отличился во время штурма Берлина.
За период с 16 апреля по 2 мая 1945 года батарея Буфетова уничтожила 4 вражеских блиндажа, 2 опорных пункта и несколько других узлов вражеской обороны.
Указом Президиума Верховного Совета СССР от 15 мая 1946 года за «мужество и героизм, проявленные в боях» старший лейтенант Василий Буфетов был удостоен высокого звания Героя Советского Союза с вручением ордена Ленина и медали «Золотая Звезда» за номером 6793.
После окончания войны Буфетов служил в артиллерийских частях в Группе советских войск в Германии. В 1948 году он окончил Высшую артиллерийскую школу в Ленинграде, в 1954 году — разведывательный факультет Военной академии имени Фрунзе. В 1954—1957 годах Буфетов был оперативным дежурным командного пункта 1-й отдельной армии ПВО особого назначения, осуществлявшей защиту Москвы. В 1957—1964 годах он был начальником 218-го радиотехнического центра. В августе 1964 года в звании подполковника Буфетов вышел в отставку. Проживал в Москве.
Скончался 13 января 1965 года. Похоронен в Балашихе на Саввинском кладбище.
Был также награждён четырьмя орденами Красной Звезды и рядом медалей.